# Bodnár István (író)
Legenyei Bodnár István (Dabolc, 1863. december 22. – Szekszárd, 1945. november 10.) író, újságíró, lapszerkesztő, megyei pénztári ellenőr, a Tolna megyei Takarék és Hitelbank igazgatója.

## Életútja
Bodnár László református lelkész és bátori Ferge Amália fia. Korán árvaságra jutván, neveltetését nagybátyja, Ferge József nagyberegi lelkész vállalta magára; iskoláit Máramarosszigeten kezdte és Sárospatakon folytatta. 1885-ben a szekszárdi adófelügyelő mellé számtisztnek nevezték ki. 1887-ben Tolna vármegye pénztári ellenőrévé választotta. Utolsó elnöke volt a Szekszárdi Kaszinónak. A 19. század végén a Bezerédj utca 5. szám alatti Séner-házban lakott Szekszárdon, ő bízta meg Hans Petschnigg grazi építészt 1889-ben, aki kialakította az épület mai formáját neoreneszánsz stílusban.
Legelső munkája, Jönnek a csángók c. humoreszkje, a Beregben (1882.) jelent meg; 1885-ben a Tolnamegyei Közlönynek belmunkatársa lett. Költeményeket, tárcákat irt a következő lapokba: Bereg, Ugocsa, Munkács, Beszterczebánya és Vidéke, Szekszárd és Vidéke és sok más vidéki lapba; a fővárosi lapok közül a Magyar Salon, Képes Családi Lapok, Bolond Istók és az Üstökös hozott tőle verset; a Tolnavármegye c. lapnak főmunkatársa volt. Szerkesztette Ekkel Elemér és Pataky István társaságában a Szünóra c. szépirodalmi lapot Beregszászon 1885. május 10-től decemberig, melynek hét száma jelent meg.

## Munkája
- Tiszavirágok. (Az előszót Rátkay László írta hozzá.)
- Bodnár István - Gárdonyi Albert: Bezerédj István (1796-1856) I-II., Magyar Történelmi Társulat, Budapest, 1918, Online
- Béri Balogh Ádám – a vértanuhalált halt kuruc brigadéros, szerzői magánkiadás, Szekszárd, 1940, 75 oldal, Online